# مل بلیت
مل بلیت (انگلیسی: Mel Blyth؛ ۲۸ ژوئیهٔ ۱۹۴۴ - ۱۱ ژانویهٔ ۲۰۲۴) بازیکن فوتبال اهل بریتانیا بود.
از باشگاه‌هایی که در آن بازی کرده‌است می‌توان به باشگاه فوتبال مارگیت، باشگاه فوتبال کریستال پالاس، باشگاه فوتبال ساوت‌همپتون، باشگاه فوتبال اسکانتورپ یونایتد، باشگاه فوتبال نوریچ سیتی، و باشگاه فوتبال میلوال اشاره کرد.